# Omar Harrak
Omar Harrak, né le 7 février 1989 à Tanger au Maroc, est un entraîneur des gardiens. Il est l'actuel entraîneur des gardiens de l'équipe du Maroc de football.

## Biographie
Omar Harrak naît le 7 février 1989 dans la ville de Tanger au Maroc. A 18 ans, il décide de se consacrer à sa passion d'entraineur des gardiens. Il fait sa formation à Milanello, le centre de formation de l'AC Milan et est titulaire d'un diplôme d'entraineur des gardiens.

### Carrière d'entraineur des gardiens
Il amorce sa carrière, en 2010 en tant qu'entraineur des gardiens dans les rangs de la section juvénile du FC Espanyol, en Espagne.
Deux ans après, il devient entraîneur des gardiens de 2012 à 2013 pour Lluís Carreras à Sabadell avant de rejoindre Alcorcón en 2013. Omar Harrak y fait un an puis devient l'entraîneur des gardiens pour le club de Girona en 2014. Par la suite, de 2020 à 2021 il fait un passage au sein de l'équipe de Getafe FC, avant d'intégrer en 2021 le club chypriote AEK Larnaca où il jouait le rôle de recruteur jusqu'en 2022. Larnaca annonce la fin de son contrat en juin 2022.

#### Maroc
Le 31 août 2022, Omar Harrak est nommé par Walid Regragui entraineur des gardiens de l'équipe de football du Maroc  et remplace Mustapha Chadli. Il participe avec l'équipe du Maroc à la Coupe du monde 2022 au Qatar,,.
Sa période à Girona coïncide avec celle de Yassine Bounou au sein du club catalan, où ils ont partagé quatre années ensemble. Cette collaboration a permis au gardien international marocain d'enrichir son expérience sous la tutelle d'Omar Harrak. Ainsi, il a accompagné l'équipe du Maroc lors de la Coupe d'Afrique des nations de football (CAN) 2023 en Côte d'Ivoire.